# Сант'Анђело Муксаро
Сант'Анђело Муксаро (итал. Sant'Angelo Muxaro) је насеље у Италији у округу Агриђенто, региону Сицилија.
Према процени из 2011. у насељу је живело 1350 становника. Насеље се налази на надморској висини од 339 м.

## Становништво
Према резултатима пописа становништва 2011. у општини је живело 1.471 становника.
| 1931. | 1936. | 1951. | 1961. | 1971. | 1981. | 1991. | 2001. | 2011. |
| ----- | ----- | ----- | ----- | ----- | ----- | ----- | ----- | ----- |
| 2.297 | 2.373 | 1.911 | 2.575 | 1.975 | 2.150 | 2.007 | 1.730 | 1.471 |